# Gymnogramma sayeri
Gymnogramma sayeri là một loài dương xỉ trong họ Pteridaceae. Loài này được F.Muell. & Baker mô tả khoa học đầu tiên năm 1887.
Danh pháp khoa học của loài này chưa được làm sáng tỏ. 